# مايكل د. ألميدا
مايكل د. ألميدا (بالفرنسية: Michaël D'Almeida)‏ مواليد 3 سبتمبر 1987 في إيسون، فرنسا، هو دراج فرنسي في صنف سباق الدراجات على المضمار. شارك في دورة الألعاب الأولمبية الصيفية وفاز بميدالية أولمبية.

## الميداليات
| الميدالية | المسابقة                       |
| --------- | ------------------------------ |
| فضية      | الألعاب الأولمبية الصيفية 2012 |

## روابط خارجية
- مايكل د. ألميدا على موقع الاتحاد الدولي للدراجات (الإنجليزية)
- مايكل د. ألميدا على موقع أرشيف الدراجات (الإنجليزية)
- مايكل د. ألميدا على موقع CycleBase (الإنجليزية)
- مايكل د. ألميدا على موقع أوليمبيديا (الإنجليزية)
- مايكل د. ألميدا على موقع اللجنة الأولمبية الفرنسية (مؤرشف) (الفرنسية)

لم يتم العثور على روابط لمواقع التواصل الاجتماعي.